# جیمی هبرت
جیمی هبرت (انگلیسی: Jimmy Hebert؛ زادهٔ ۱ ژوئیهٔ ۱۹۷۲) بازیکن فوتبال اهل فرانسه است.
از باشگاه‌هایی که در آن بازی کرده‌است می‌توان به باشگاه فوتبال کان اشاره کرد.